# Cass (film)
Cass è un film del 2008, diretto da Jon S. Baird.

## Trama
Il film narra la storia vera di Cass Pennant, storico leader della firm del West Ham. Da bambino viene adottato da una famiglia inglese del sud di Londra. Alle prime partite allo stadio col padre adottivo alla leadership della firm, ne diventa capo indiscusso in un vortice di violenza in tutta l'Inghilterra. Passando tra scontri celebri, cercherà una famiglia tutta sua e di cambiare vita.